# 第二次世界大戦前の日本の政治家一覧
第二次世界大戦前の日本の政治家一覧（だいにじせかいたいせんぜんのにほんのせいじかいちらん）では、第二次世界大戦以前すなわち明治維新以降終戦までに至る、明治元年（1868年）〜昭和20年（1945年）の近代日本の政治家を一覧にした。国会議員だけではなく政治活動家も、この一覧に加える。

## あ行
- 青木一男
- 赤松克麿
- 阿子島俊治
- 安倍寛
- 荒木貞夫
- 有田八郎
- 飯村丈三郎
- 池田成彬
- 石井菊次郎
- 石渡荘太郎
- 板垣退助
- 伊藤博文
- 犬養毅
- 猪野毛利栄
- 井上準之助
- 岩村通世
- 植木枝盛
- 江木翼
- 江藤新平
- 榎本武揚
- 江原素六
- 大石正巳
- 大木遠吉
- 大久保利武
- 大久保利通
- 大隈重信
- 大隈信常
- 太田耕造

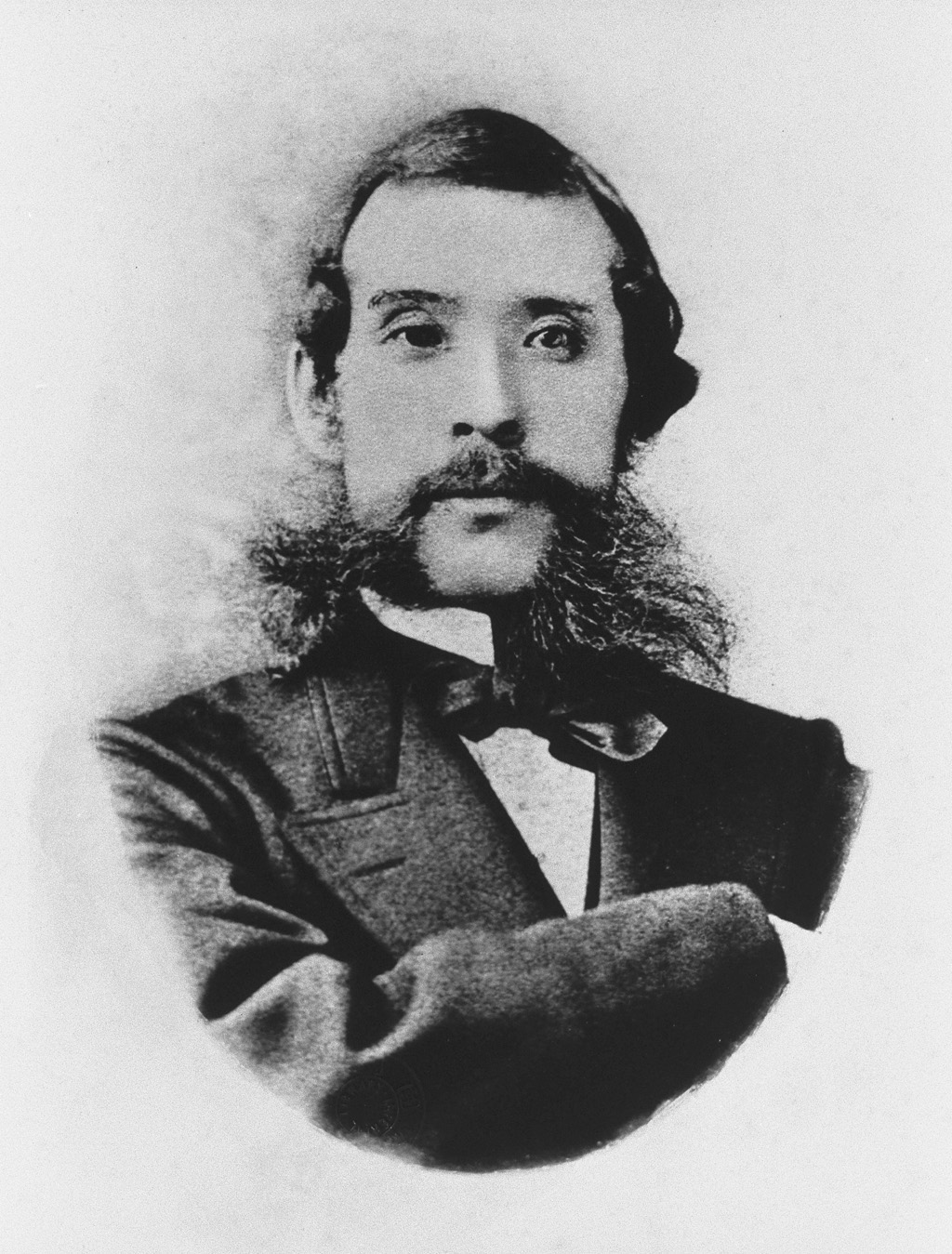
大久保利通

- 岡田春夫（2代目・岡田春夫の父、元立憲民政党代議士）
- 小川郷太郎
- 小川平吉
- 奥繁三郎
- 小倉正恆
- 尾崎行雄

## か行
- 桂太郎
- 加藤高明
- 川崎卓吉
- 木内重四郎
- 菊池大麓
- 岸信介
- 北一輝
- 木戸幸一
- 黒田清隆
- 小泉又次郎
- 小磯國昭
- 近衞文麿
- 郷純造
- 後藤象二郎
- 後藤新平
- 小村寿太郎

## さ行
- 西園寺公望
- 西郷隆盛
- 西郷従道
- 斎藤隆夫
- 齋藤實
- 櫻内幸雄
- 佐藤鐡太郎
- 鹽野季彦
- 幣原喜重郎
- 篠原陸朗
- 島田俊雄
- 勝田主計
- 杉田定一
- 鈴木貫太郎
- 鈴木喜三郎

## た行
- 高橋是清
- 高畠亀太郎
- 田中義一
- 田中正造
- 田邊七六
- 田邊治通
- 頼母木桂吉
- 俵孫一
- 手代木隆吉
- 寺内正毅
- 東条貞
- 東條英機
- 頭山滿
- 床次竹二郎
- 富田幸次郎

## な行
- 中井弘
- 永井柳太郎
- 中江兆民
- 中島知久平
- 中野正剛
- 中橋徳五郎

## は行
- 八田嘉明
- 鳩山和夫
- 濱口雄幸
- 浜野徹太郎
- 濱野昇
- 林銑十郎
- 林董
- 林有造
- 原敬
- 肥田琢司
- 平沼騏一郎
- 廣瀬久忠
- 廣田弘毅
- 藤沢幾之輔
- 古屋慶隆
- 星亨
- 星一
- 堀切善兵衛

## ま行
- 前島密
- 前田米蔵
- 町田忠治
- 松方正義
- 宮澤裕
- 宮脇長吉
- 三善信房
- 陸奥宗光
- 元田肇

## や行
- 安井英二
- 山縣有朋
- 山崎達之輔
- 山本宣治
- 八角三郎
- 結城豐太郎
- 由谷義治
- 芳澤謙吉
- 吉田茂 (内務官僚)
- 依光好秋

## わ行
- 若槻禮次郎